# Europäisches Olympisches Winter-Jugendfestival 2023/Skispringen
Beim Europäischen Olympischen Winter-Jugendfestival 2023 wurden fünf Wettbewerbe im Skispringen im Nordischen Zentrum Planica ausgetragen.

## Bilanz

### Medaillenspiegel
| Platz  | Land        | Gold | Silber | Bronze | Gesamt |
| ------ | ----------- | ---- | ------ | ------ | ------ |
| 1      | Slowenien   | 3    | –      | –      | 3      |
| 2      | Österreich  | 2    | –      | –      | 2      |
| 3      | Polen       | –    | 3      | 1      | 3      |
| 4      | Italien     | –    | 1      | –      | 1      |
| 4      | Schweiz     | –    | 1      | –      | 1      |
| 6      | Deutschland | –    | –      | 3      | 3      |
| 7      | Tschechien  | –    | –      | 1      | 1      |
| Gesamt | Gesamt      | 5    | 5      | 5      | 15     |

### Medaillengewinner
Jungen
| Disziplin                | Gold                                                                         | Silber                                                                  | Bronze                                                               |
| ------------------------ | ---------------------------------------------------------------------------- | ----------------------------------------------------------------------- | -------------------------------------------------------------------- |
| Normalschanze            | Stephan Embacher                                                             | Klemens Joniak                                                          | Wiktor Szozda                                                        |
| Normalschanze Mannschaft | ÖsterreichStephan Embacher Johannes Pölz Jakob Steinberger Simon Steinberger | PolenKlemens Staszel Wiktor Szozda Klemens Joniak Tymoteusz Amilkiewicz | DeutschlandLukas Nellenschulte Julian Fussi Lasse Deimel Alex Reiter |

Mädchen
| Disziplin                | Gold                                                            | Silber                                                            | Bronze                                                               |
| ------------------------ | --------------------------------------------------------------- | ----------------------------------------------------------------- | -------------------------------------------------------------------- |
| Normalschanze            | Nika Prevc                                                      | Sina Arnet                                                        | Anežka Indráčková                                                    |
| Normalschanze Mannschaft | SlowenienNika Prevc Tinkara Komar Taja Bodlaj Katarina Pirnovar | ItalienNoella Vürich Martina Zanitzer Giada Delugan Greta Pinzani | DeutschlandChristina Feicht Nadine Färber Selina Kölle Joanna Eberle |

Mixed
| Disziplin                | Gold                                                     | Silber                                                          | Bronze                                                         |
| ------------------------ | -------------------------------------------------------- | --------------------------------------------------------------- | -------------------------------------------------------------- |
| Normalschanze Mannschaft | SlowenienTinkara Komar Nik Heberle Nika Prevc Luka Filip | PolenNatalia Slowik Wiktor Szozda Pola Bełtowska Klemens Joniak | DeutschlandSelina Kölle Lasse Deimel Joanna Eberle Alex Reiter |